# Hexatoma argentina
Hexatoma argentina är en tvåvingeart som först beskrevs av Alexander 1919.  Hexatoma argentina ingår i släktet Hexatoma och familjen småharkrankar. Inga underarter finns listade i Catalogue of Life.